# Norbert Susemihl

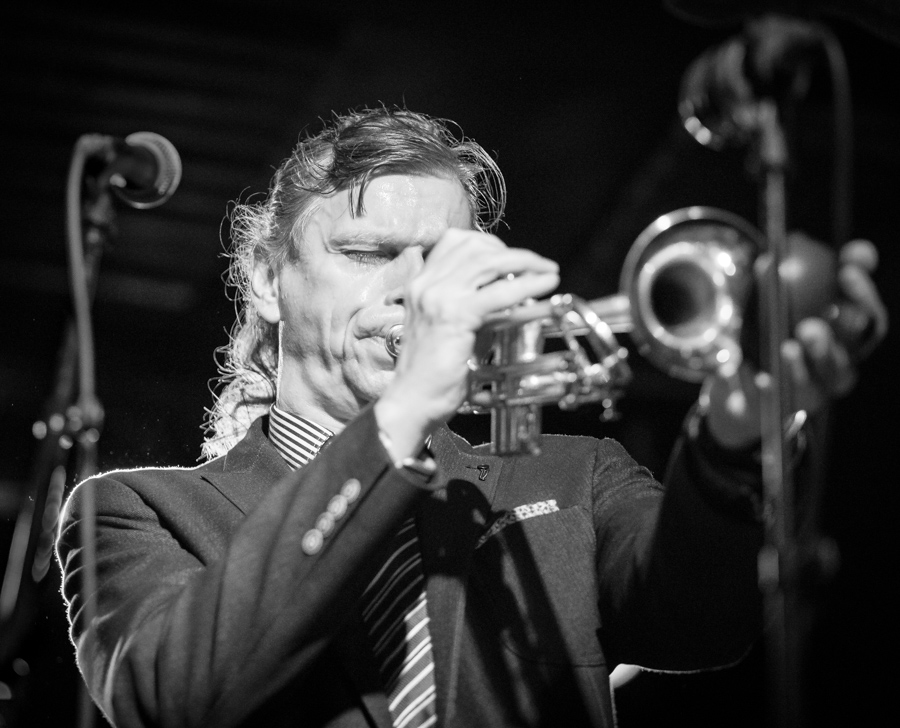
Norbert Susemihl (2017)

Norbert Susemihl (* 26. August 1956 in Hamburg) ist ein deutscher Musiker (Trompete (auch Flügelhorn), Schlagzeug, Gesang) und Bandleiter des traditionellen Jazz.

## Biografie
Susemihl begann seine musikalische Laufbahn in Hamburg. Im Alter von 14 Jahren fing er an, in seiner ersten Band Gitarre zu spielen. Diese Band, The Shepherds, die er zusammen mit Thomas L’Etienne gründete, war ein Gesangs-Quartett, das hauptsächlich Spirituals und Gospelsongs interpretierte. 1971 begann Susemihl Trompete zu spielen; die Band änderte ihren Namen zu Papa Tom's Lamentation Jazzband, und spielte traditionellen Jazz. Erste Auslandstourneen mit dieser Band sowie als Gastsolist führten ihn nach Norwegen, Dänemark, Holland und Belgien. 1977/78 war er mit Sammy Rimington unterwegs.
1978 und 1979 reiste Susemihl erstmals nach New Orleans und blieb dort 1980 ein ganzes Jahr. In den nächsten zehn Jahre lebte Susemihl jedes Jahr für vier Monate in New Orleans, spielte regelmäßig mit vielen der lokalen Musiker aus den älteren Generationen und der jüngeren Generation, wobei er alle Stile der New Orleans Musik abdeckte. Aufnahmen in New Orleans entstanden unter anderen mit Willie Humphrey, „Father“ Al Lewis, Fred Lonzo, Lars Edegran, Orange Kellin, Frank Fields, Ernie Elly, Joseph „CoCoMo Joe“ Barthelemy, Herlin Riley, Jason Marsalis, Louis Ford, Daniel Farrow, Kerry Lewis, Seva Venet, und der Sängerin Wanda Rouzan. Er brachte auch Musiker, etwa aus der Preservation Hall nach Europa, zum Beispiel anlässlich des Maribo Jazz Festivals in Dänemark 2006 mit seinen New Orleans All Stars, mit denen er in den Folgejahren in Skandinavien, der Schweiz und Malaysia auftrat.
Seit 1986 leitete er in Hamburg die Bands Norbert Susemihl's Arlington Annex (gegründet mit der Pianistin Greta Milochi) und Norbert Susemihl's Arlington Brassband, mit denen er auf Festivals und Gastspielen in Deutschland und in den Niederlanden, Belgien, Dänemark, Schweden, Norwegen und der Schweiz auftrat. Seine Hauptformation ist heute Norbert Susemihl's Joyful Gumbo, die er 2002 gründete und die von Dänemark aus operiert.
Als seine wichtigsten Einflüsse und Inspirationsquellen nennt Susemihl Louis Armstrong, Bunk Johnson, Dee Dee Pierce, Alvin Alcorn, Jack Willis, Thomas Jefferson, Wynton Marsalis, Kid Thomas Valentine und Percy Humphrey.

## Ausgewählte Diskografie
Als Leiter
- Norbert Susemihl/Chloe Feoranzo/Harry Mayronne/Barnaby Gold: The New Orleans Dance Hall Quartet: Tricentennial Hall Dance 17, October (Sumi, 2019)
- Norbert Susemihl's Joyful Gumbo – Featuring Chloe Feoranzo & Jason Marsalis (Sumi Records – 2018)
- Romantic New Orleans – mit Daniel Farrow, Seva Venet and Kerry Lewis (Sumi Records – 2013)
- Norbert Susemihl's Joyful Gumbo – New Orleans Reflections (Sumi Records – 2011)
- New Orleans Blues – Erica, Norbert & Shaye – With Erika Lewis and Shaye Cohn (Sumi Records – 2010)
- Norbert Susemihl's New Orleans All Stars – Live at Maribo Jazzfestival-Denmark – mit Jason Marsalis und Louis Ford (Sumi Records – 2008)
- Norbert Susemihl's Arlington Annex – Live at Congress Centrum – Hamburg (Sumi Records – 1990)
- Papa Tom's Lamentation Jazzband – Live at Cotton Club – Hamburg – 1983 (Summer – 1983)